# پناهنده

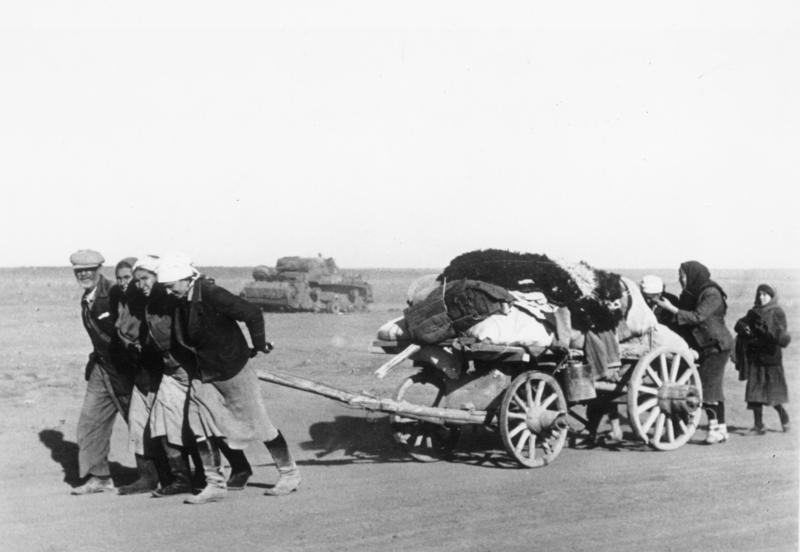
آوارگان روسی در نزدیکی نبرد استالین‌گراد، ۱۷ اکتبر ۱۹۴۲

پناهنده بر پایهٔ کنوانسیون مربوط به وضعیت پناهندگان شهروندی است که برای فرار یا ترس از آزار و اذیت نژادی، مذهبی، قومی و ملّیتی یا برای عضویت در یک گروه اجتماعی خاص یا داشتن عقاید سیاسی اقلیتی، توانایی به‌دست آوردن پناهگاهی امن در کشور خود را ندارد یا کسی است که دارای تابعیت و ملّیت ویژه‌ای نیست یا در بیرون از کشوری که پیشتر در آن بوده به‌سر می‌برد و به‌دلیل ترس از جان، ترجیح می‌دهد به کشوری که پیشتر در آن به‌سر می‌برده، بازنگردد. از آنجا که این فرد در دوران اثبات ادعای پناهندگی، محروم از حمایت دولت متبوع خود است به همین دلیل نمی‌توان وی را به عنوان شهروند کشور متبوع دانست. از طرفی، دولت پناهپذیر هنوز این شخص را به عنوان پناهنده نپذیرفته‌است که حمایتهای لازم را از وی به عمل آورد، بنابراین، این فرد واجد عنوان خاصی می‌شود. وضعیتی که فرد در آن قرار دارد، وضعیتی است بین شرایط «شهروندی» و «پناهندگی» که به آن «پناهجویی» (asylum) گفته می‌شود.

## اتحادیه اروپا
بر اساس مفاد پیمان دوبلین، نخستین کشور عضو اتحادیه اروپا که یک پناهجو به آن وارد می‌شود، مسئول رسیدگی به درخواست پناهندگی او خواهد بود.

## شرایط پناهنده
علت‌هایی که باعث اجبار فرد به ترک خانه و کاشانه می‌شوند می‌توانند تعقیب و نقض حقوق بشر، تبعیض، کشمکش‌های قومی، بلایای طبیعی همچون خشک‌سالی، قحطی، زمین‌لرزه، سیل، طوفان و مانند اینها یا فقر و تهی‌دستی و دیگر عوامل باشند.
پناهنده باید ثابت کند که در کشور خود، جانش درخطر بوده‌است.

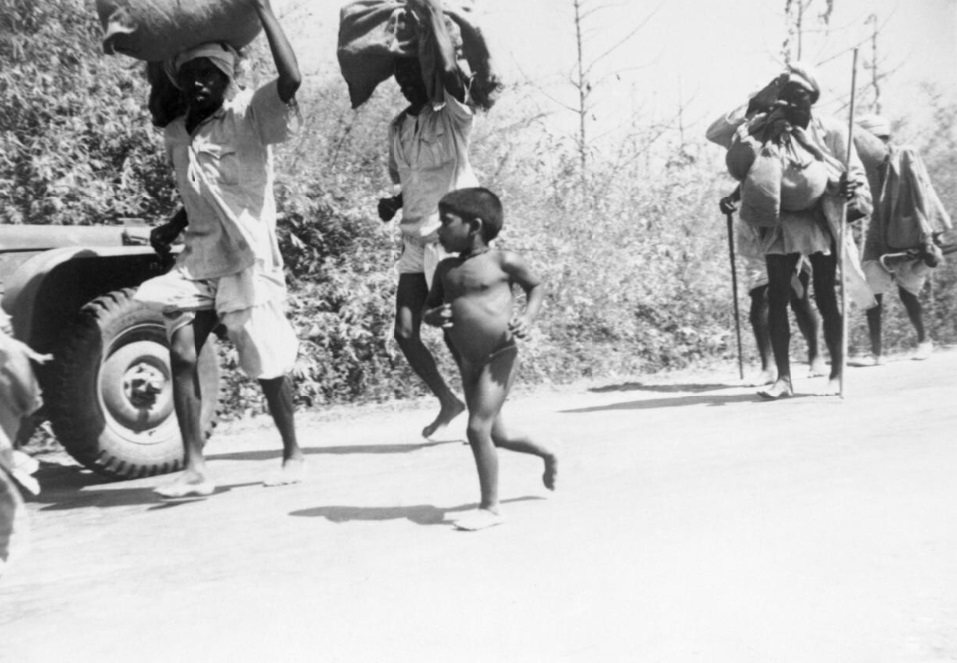
پناهندگان برمه‌ای در حال دویدن به سمت هند

برپایهٔ کنوانسیون پناهندگان، پناهجو کسی است که در کشور خود یا مبدأ به‌دلیل یکی از دلایل زیر مورد آزارواذیت جدّی قرار گرفته‌است:
1. نژاد
2. مذهب
3. ملیت
4. تعلق به یک گروه اجتماعی خاص
5. داشتن عقاید سیاسی اقلیتی[۵]
6. جنسیت
7. افکار

## پناهجویی سیاسی
پناهندگی سیاسی برپایهٔ مادهٔ چهاردهم از اعلامیه جهانی حقوق بشر، اگر شخصی مورد تعقیب و پیگرد دولت یا یک گروه قرار گرفته باشد، حق پناهندگی را در کشور دیگر دارد؛ بنابراین آن‌عده از کنشگران سیاسی که مخالف دولت یا گروهی خاص هستند و مورد پیگرد و تعقیب قرار گرفته و جان آن‌ها در خطر باشد، حق پناهندگی سیاسی را دارند.

## پناهجویی اقتصادی
کسانی که صرفاً برای یافتن کار بهتر و زندگی بهتر به کشور دیگری بروند و خطر جانبی در کشور مبدأ آنان را تهدید نکند از دستهٔ پناهجویان اقتصادی هستند. هر چند که بیشتر این پناهنده‌ها رد می‌شوند.

## در ایران
آماری از پناهجویانی با ملیت ایرانی در پیش از انقلاب ۱۳۵۷ ایران موجود نیست و از سال ۱۹۸۰ (میلادی) آمارهای پناهجویانی با ملیت ایرانی، وارد داده‌های کمیساریای عالی سازمان ملل متحد برای پناهندگان شد. بر پایه این آمارها در سال ۲۰۱۸ (میلادی) نزدیک به ۲۱۷ هزار نفر با ملیت ایرانی به کشورهای مختلف جهان پناه برده‌اند که به آنها پناهندگی (یا مانند آن) داده شده یا آنکه درخواست پناهندگی آنها در حال بررسی است.
شمار پناهندگان ایرانی از سال ۱۳۸۸ روند افزایش داشته و از سال ۱۳۹۵ به اندازه بی‌سابقه‌ای افزایش یافته‌است.
از سال ۱۹۸۰ ۹۰٪ پناهندگان ایرانی درخواست پناهندگی خود را در ۱۲ کشور ثبت کرده‌اند. آلمان بیشترین شمار پناهنده ایرانی را پذیرفته که میانگین آن ۳۳ هزار تَن در سال بوده‌است. پس از آن، ترکیه، بریتانیا، عراق، ایالات متحده آمریکا، استرالیا، سوئد، اتریش، هلند، کانادا و فرانسه بوده‌اند.
معمولاً ایرانیان درخواست پناهندگی خود را در ترکیه ثبت می‌کنند و سپس به دیگر کشورها می‌روند.
دو موج بزرگ پناهجویان ایرانی به عراق یک بار در جریان جنگ ایران و عراق و بار دیگر پس از خودمختاری کردستان عراق در سال ۱۹۹۱ (میلادی) رخ داده و پس از آن هرسال ۱۱ تا ۱۳ هزار ایرانی به عراق، پناه برده یا در آنجا درخواست پناهندگی دادند.
در سال ۲۰۱۸ (میلادی) ۴۰ هزار ایرانی در ترکیه، درخواست پناهندگی دادند.